# Sebespatak (Románia)
Sebespatak (románul: Sebeș) falu Romániában, Maros megyében.

## Története
Marosoroszfalu község része. A trianoni békeszerződésig Alsó-Fehér vármegye Marosujvári járásához tartozott.

## Népessége
2002-ben 176 lakosa volt, ebből 176 román nemzetiségű.

## Vallások
A falu lakói közül 176-an ortodox hitűek.